# Onthophagus thoreyi
Onthophagus thoreyi är en skalbaggsart som beskrevs av Edgar von Harold 1868. Onthophagus thoreyi ingår i släktet Onthophagus och familjen bladhorningar. Inga underarter finns listade i Catalogue of Life.